# Quézac (eau minérale)
Pour les articles homonymes, voir Quézac.
Quézac est une marque d'eau minérale naturelle gazéifiée (par adjonction de gaz carbonique)  appartenant au Groupe Ogeu depuis son acquisition auprès du groupe Nestlé Waters (division « eau » du groupe suisse Nestlé) en 2017.
Sa source se situe à Quézac dans le département de la Lozère, à proximité de la commune d'Ispagnac et à 30 km de Mende.

## Historique

### Les premières utilisations

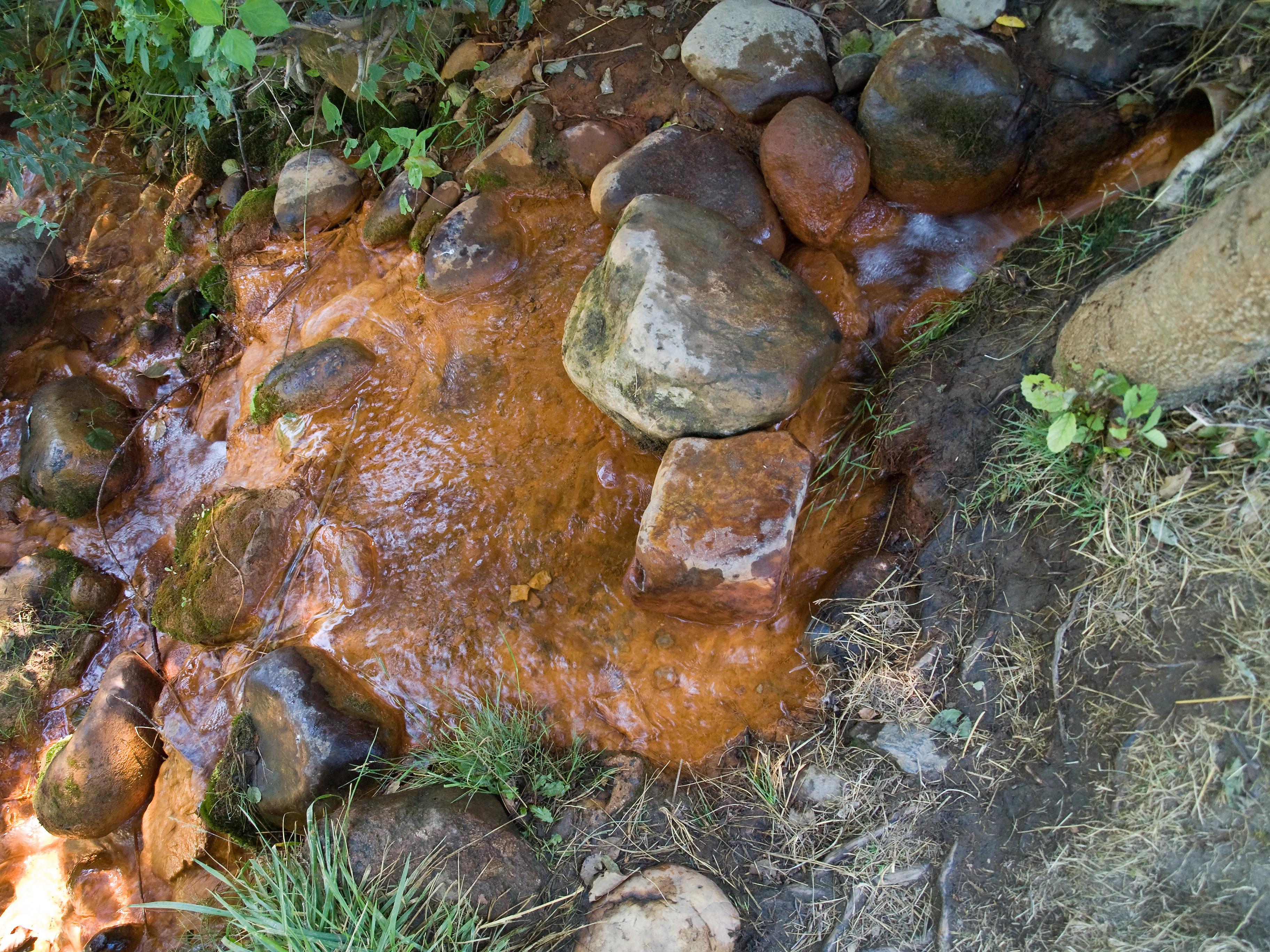
Une des résurgences de la source.

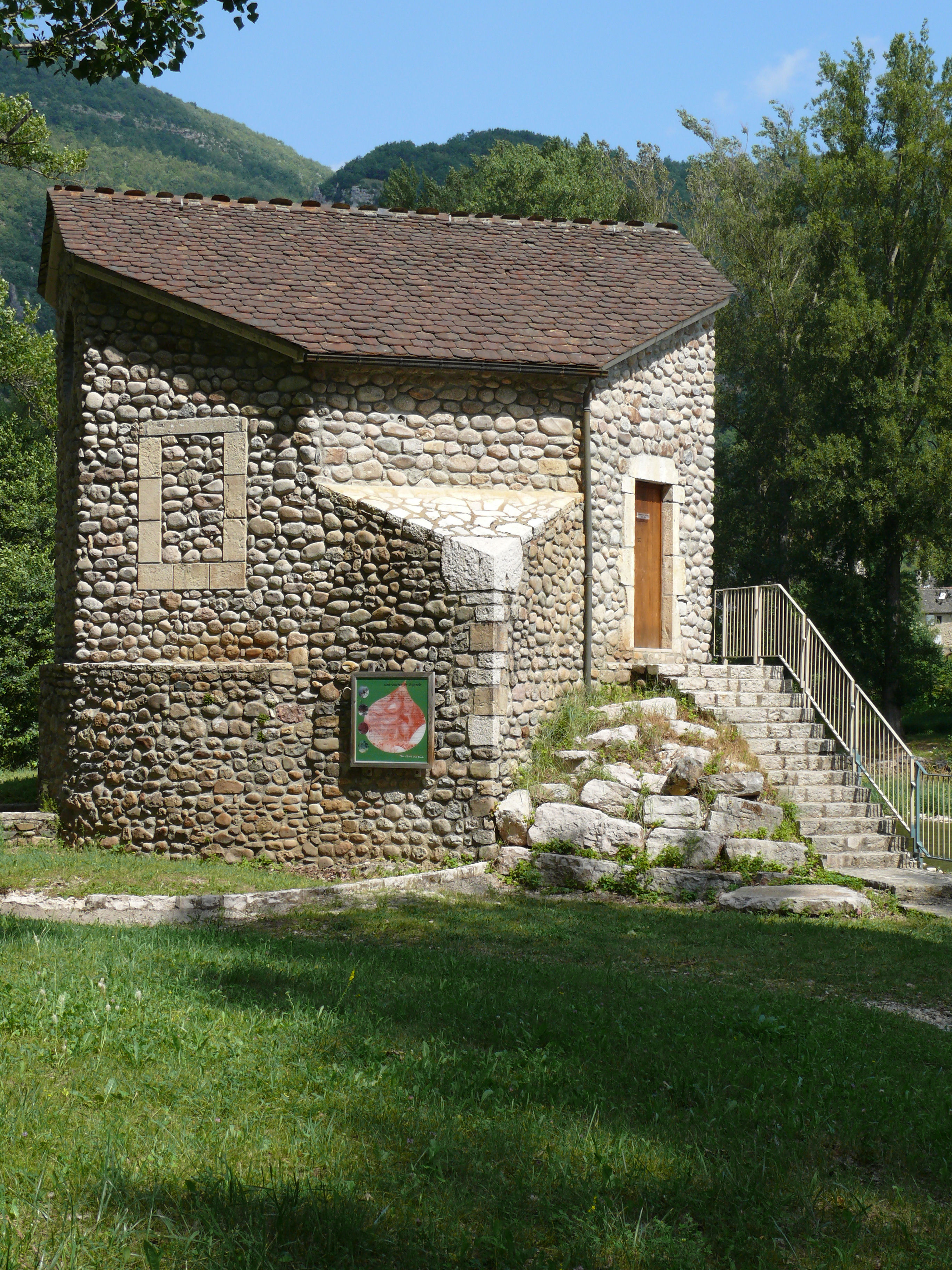
Ancien bâtiment de captage dans le parc de la source.

La source de Quézac était déjà connue par les Celtes et les Gallo-Romains qui l'utilisaient pour des thermes.
En 1718, le docteur Blanquet l'évoque. Mais c'est en 1859 qu'a lieu les premiers travaux de captage par le docteur Comandré, propriétaire de la concession de la source.

### L'exploitation commerciale

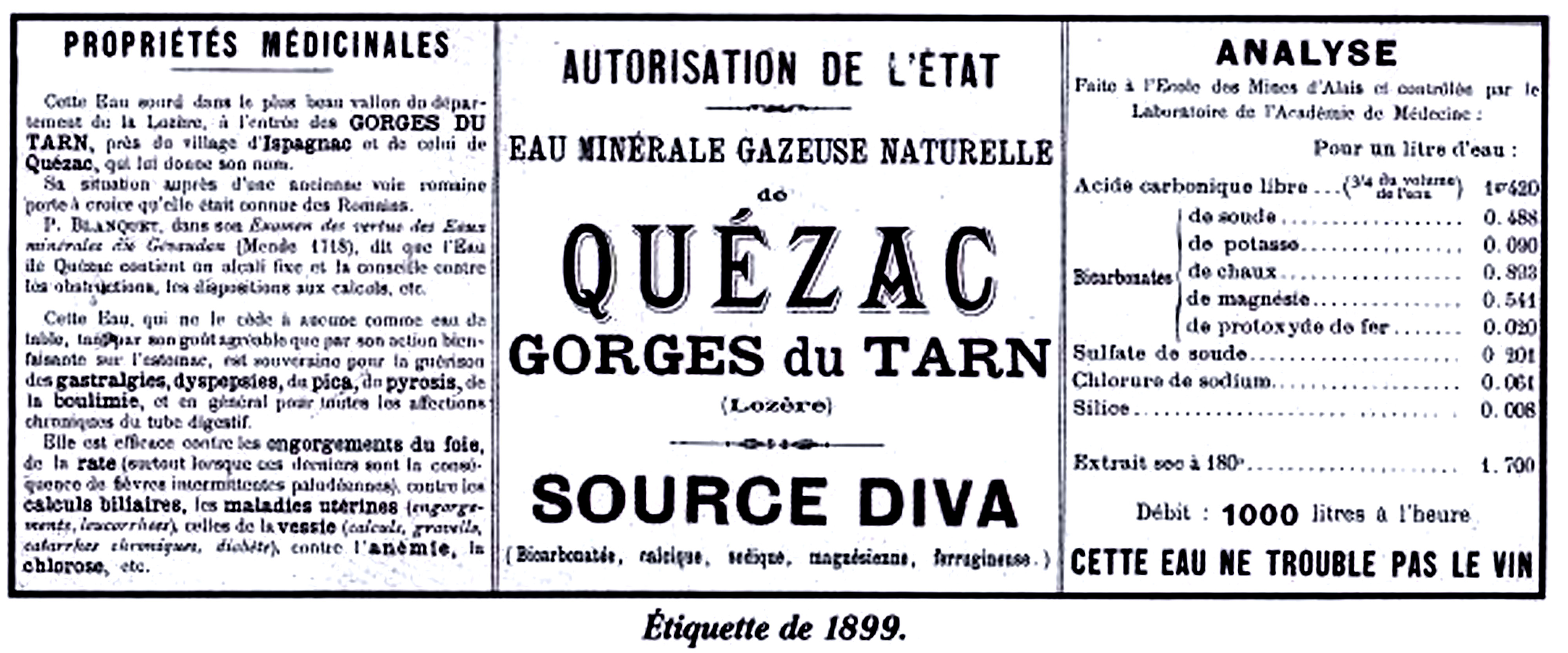
Quézac, étiquette de 1899

En 1901, Quézac est reconnue eau minérale naturelle gazeuse et une autorisation d'exploitation pour 30 ans est délivrée par le ministère de la santé. Au terme de l'autorisation, la source n'est plus exploitée. 
En 1989, Vittel s'y intéresse et fait redémarrer l'activité. 
En 1992, la source est rachetée par le groupe Nestlé qui l'intégre dans sa division « eau » : Nestlé Waters. L'exploitation s'intensifie alors avec l'installation d'un nouveau forage en 1993, puis en 1994 avec la construction d'une usine d'embouteillage à Molines, près de la commune d'Ispagnac. En 2015, Nestlé Waters cherche à revendre la marque Quézac, créant des interrogations quant à son avenir,. 
L'usine est finalement rachetée par le Groupe Ogeu, le 3 janvier 2017, lequel a prévu la reprise du site avec maintien des effectifs et des salaires, un investissement industriel de plus de trois millions d'euros.
Le centre de production peut se visiter en été, accompagné d'un guide. 

## Chiffres
En 2019, l'usine d'embouteillage emploie 64 personnes, compte une ligne de production de bouteilles de 1,15 l, la production de celles de 33 cl ayant été arrêtée avant la cession par Nestlé et produit entre 72 et 77 millions avant l'arrêt de la production des bouteilles de 33 centilitres) et 90 millions de bouteilles par an. 

## Composition analytique
| Éléments             | Teneurs en mg/l             |
| -------------------- | --------------------------- |
| Calcium (Ca2+)       | 165                         |
| Magnésium (Mg2+)     | 69                          |
| Sodium (Na+)         | 110                         |
| Potassium (K+)       | 40                          |
| Sulfates (SO42−)     | sous la limite de détection |
| Bicarbonates (HCO3−) | 1 000                       |
| Nitrates (NO3−)      | sous la limite de détection |
| Chlorures (Cl−)      | sous la limite de détection |
| Fluors (F−)          | 2,2                         |